# Amerikaanse auto in 1959
Dit artikel geeft een overzicht van alle Amerikaanse personenwagens geproduceerd in 1959 door een significante autoconstructeur. De auto's staan alfabetisch gerangschikt per merk. Hier staan enkel Amerikaanse merken, ongeacht of ze eigendom zijn van een niet-Amerikaans concern. Ook gaat het om constructeurs die algemeen bekend zijn met auto's die algemeen voor het publiek verkrijgbaar zijn. 
| Buick |                  | concern:               | General Motors Verenigde Staten |
| Buick | divisie:         |                        |                                 |
| Buick | merk:            | Buick Verenigde Staten |                                 |
| Buick | model:           | Invicta                |                                 |
| Buick | einde productie: | 1960                   |                                 |
| Buick | productieaantal: | ?                      |                                 |

| Buick |                  | concern:               | General Motors Verenigde Staten |
| Buick | divisie:         |                        |                                 |
| Buick | merk:            | Buick Verenigde Staten |                                 |
| Buick | model:           | Lesabre                |                                 |
| Buick | einde productie: | 1960                   |                                 |
| Buick | productieaantal: | ?                      |                                 |

| Buick |                  | concern:               | General Motors Verenigde Staten |
| Buick | divisie:         |                        |                                 |
| Buick | merk:            | Buick Verenigde Staten |                                 |
| Buick | model:           | Electra                |                                 |
| Buick | einde productie: | 1960                   |                                 |
| Buick | productieaantal: | ?                      |                                 |

| Cadillac |                  | concern:                  | General Motors Verenigde Staten |
| Cadillac | divisie:         |                           |                                 |
| Cadillac | merk:            | Cadillac Verenigde Staten |                                 |
| Cadillac | model:           | DeVille sedan/-/coupe     |                                 |
| Cadillac | einde productie: | 1959/1964/1959            |                                 |
| Cadillac | productieaantal: | 12.300/?/21.900           |                                 |

| Cadillac |                  | concern:                          | General Motors Verenigde Staten |
| Cadillac | divisie:         |                                   |                                 |
| Cadillac | merk:            | Cadillac Verenigde Staten         |                                 |
| Cadillac | model:           | Series 62 coupe/sedan/convertible |                                 |
| Cadillac | einde productie: | 1959/1960/1960                    |                                 |
| Cadillac | productieaantal: | 21.900/50.400/25.130              |                                 |

| Cadillac |                  | concern:                                 | General Motors Verenigde Staten |
| Cadillac | divisie:         |                                          |                                 |
| Cadillac | merk:            | Cadillac Verenigde Staten                |                                 |
| Cadillac | model:           | Eldorado -/Brougham/Biarritz convertible |                                 |
| Cadillac | einde productie: | 1960/1960/1959                           |                                 |
| Cadillac | productieaantal: | ?                                        |                                 |

| Cadillac |                  | concern:                  | General Motors Verenigde Staten |
| Cadillac | divisie:         |                           |                                 |
| Cadillac | merk:            | Cadillac Verenigde Staten |                                 |
| Cadillac | model:           | Sixty Special             |                                 |
| Cadillac | einde productie: | 1959                      |                                 |
| Cadillac | productieaantal: | 12.250                    |                                 |

| Cadillac |                  | concern:                  | General Motors Verenigde Staten |
| Cadillac | divisie:         |                           |                                 |
| Cadillac | merk:            | Cadillac Verenigde Staten |                                 |
| Cadillac | model:           | Eldorado Seville          |                                 |
| Cadillac | einde productie: | 1959                      |                                 |
| Cadillac | productieaantal: | 970                       |                                 |

| Chevrolet |                  | concern:                   | General Motors Verenigde Staten |
| Chevrolet | divisie:         |                            |                                 |
| Chevrolet | merk:            | Chevrolet Verenigde Staten |                                 |
| Chevrolet | model:           | Bel Air                    |                                 |
| Chevrolet | einde productie: | 1960                       |                                 |
| Chevrolet | productieaantal: | ?                          |                                 |

| Chevrolet |                  | concern:                   | General Motors Verenigde Staten |
| Chevrolet | divisie:         |                            |                                 |
| Chevrolet | merk:            | Chevrolet Verenigde Staten |                                 |
| Chevrolet | model:           | Delray                     |                                 |
| Chevrolet | einde productie: | 1960                       |                                 |
| Chevrolet | productieaantal: | ?                          |                                 |

| Chevrolet |                  | concern:                   | General Motors Verenigde Staten |
| Chevrolet | divisie:         |                            |                                 |
| Chevrolet | merk:            | Chevrolet Verenigde Staten |                                 |
| Chevrolet | model:           | Biscayne                   |                                 |
| Chevrolet | einde productie: | 1960                       |                                 |
| Chevrolet | productieaantal: | ?                          |                                 |

| Chevrolet |                  | concern:                   | General Motors Verenigde Staten |
| Chevrolet | divisie:         |                            |                                 |
| Chevrolet | merk:            | Chevrolet Verenigde Staten |                                 |
| Chevrolet | model:           | Corvair                    |                                 |
| Chevrolet | einde productie: | 1971                       |                                 |
| Chevrolet | productieaantal: | ?                          |                                 |

| Edsel |                  | concern:               | Ford Motor Company Verenigde Staten |
| Edsel | divisie:         |                        |                                     |
| Edsel | merk:            | Edsel Verenigde Staten |                                     |
| Edsel | model:           | Ranger convertible     |                                     |
| Edsel | einde productie: | 1960                   |                                     |
| Edsel | productieaantal: | 76                     |                                     |

| Ford |                  | concern:              | onafhankelijk |
| Ford | divisie:         |                       |               |
| Ford | merk:            | Ford Verenigde Staten |               |
| Ford | model:           | Galaxie               |               |
| Ford | einde productie: | 1959                  |               |
| Ford | productieaantal: | ?                     |               |

| Imperial |                  | concern:                  | onafhankelijk |
| Imperial | divisie:         |                           |               |
| Imperial | merk:            | Imperial Verenigde Staten |               |
| Imperial | model:           | MY1                       |               |
| Imperial | einde productie: | 1959                      |               |
| Imperial | productieaantal: | ?                         |               |

| Willys-Overland |                  | concern:                         | onafhankelijk |
| Willys-Overland | divisie:         |                                  |               |
| Willys-Overland | merk:            | Willys-Overland Verenigde Staten |               |
| Willys-Overland | model:           | Dauphine                         |               |
| Willys-Overland | einde productie: | 1968                             |               |
| Willys-Overland | productieaantal: | ?                                |               |